# Eulimnichus evanescens
Eulimnichus evanescens är en skalbaggsart som beskrevs av Thomas Casey 1912. Eulimnichus evanescens ingår i släktet Eulimnichus och familjen lerstrandbaggar. Inga underarter finns listade i Catalogue of Life.